# Madagaskar-Hechtling

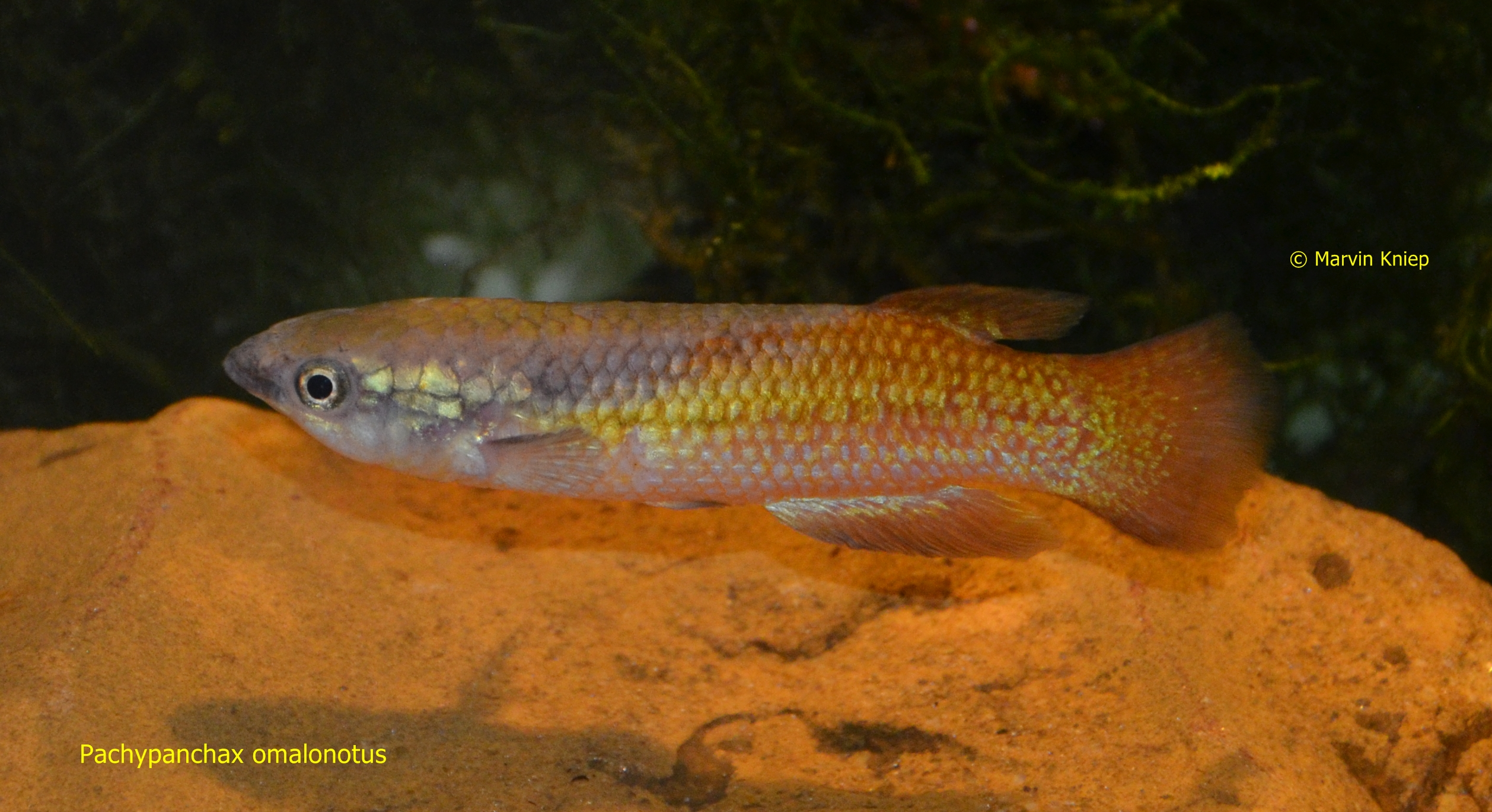
Ausgewachsenes Männchen von Pachypanchax omalonotus

Der Madagaskar-Hechtling (Pachypanchax omalonotus, Syn.: P. homalonotus, P. nuchimaculatus) ist eine auf Madagaskar vorkommende Fischart aus der Familie der Aplocheilidae. Als Zierfisch hat er für die Aquaristik Bedeutung, wird aber relativ selten gehalten. Das lateinische Art-Epitheton omalonotus stammt aus dem Griechischen, bedeutet „mit geradem Rücken“ und bezieht sich auf die Gestalt des Oberflächenfisches.

## Verbreitung und Lebensraum
Das Verbreitungsgebiet des Madagaskar-Hechtling beschränkt sich auf die Insel Nosy Be, das Flussgebiet des Sambirano im unmittelbar angrenzenden Festland und einige kleinere Küstenflüsse auf der Halbinsel Ankify.
Auf Nosy Be lebt er im Süßwasser der Ober- und Mittelläufe kleinerer Flüsse und Bäche. Auf dem Festland bewohnt er sowohl schattige Fließgewässer als auch flache, sumpfige Seen im Überflutungsgebiet des Sambirano.

## Merkmale
Die äußere Erscheinung des bis neun Zentimeter groß werdenden Madagaskar-Hechtlings entspricht der typischen Gestalt von Vertretern der Gattung Pachypanchax, lediglich die Schwanzflosse ist eher spatenförmig und die Rücken- und Afterflosse laufen in einer Spitze aus. Die Seiten sind von smaragdgrüner Farbe, wobei die Schuppen rötlich gerandet sind. After- und Schwanzflosse sind unten hellgelb oder weiß gesäumt. Es existiert außerdem eine Variation mit überwiegend roter Färbung.
Flossenformel:
- Dorsale II–III/9–11
- Anale II–III/14–17
- Pectorale 12–16
- Ventrale I/5

Von Pachypanchax sakaramyi unterscheidet sich der Madagaskar-Hechtling nur wenig. Die beiden Arten sind zudem uneingeschränkt kreuzbar.

## Lebensweise
Der innerartlich recht unverträgliche Madagaskar-Hechtling ernährt sich hauptsächlich von Wirbellosen. Diese werden entweder als Anflugnahrung an der Wasseroberfläche abgesammelt oder auf dem Gewässergrund gefangen. Aus dem oberflächennah in feingliedrigen Pflanzen abgelegten Laich schlüpfen die Larven nach etwa zwei Wochen. Bei Beobachtungen in Gefangenschaft legten die Weibchen täglich ungefähr 20 der im Durchmesser 1,5 Millimeter großen Eier.